# Creion mecanic

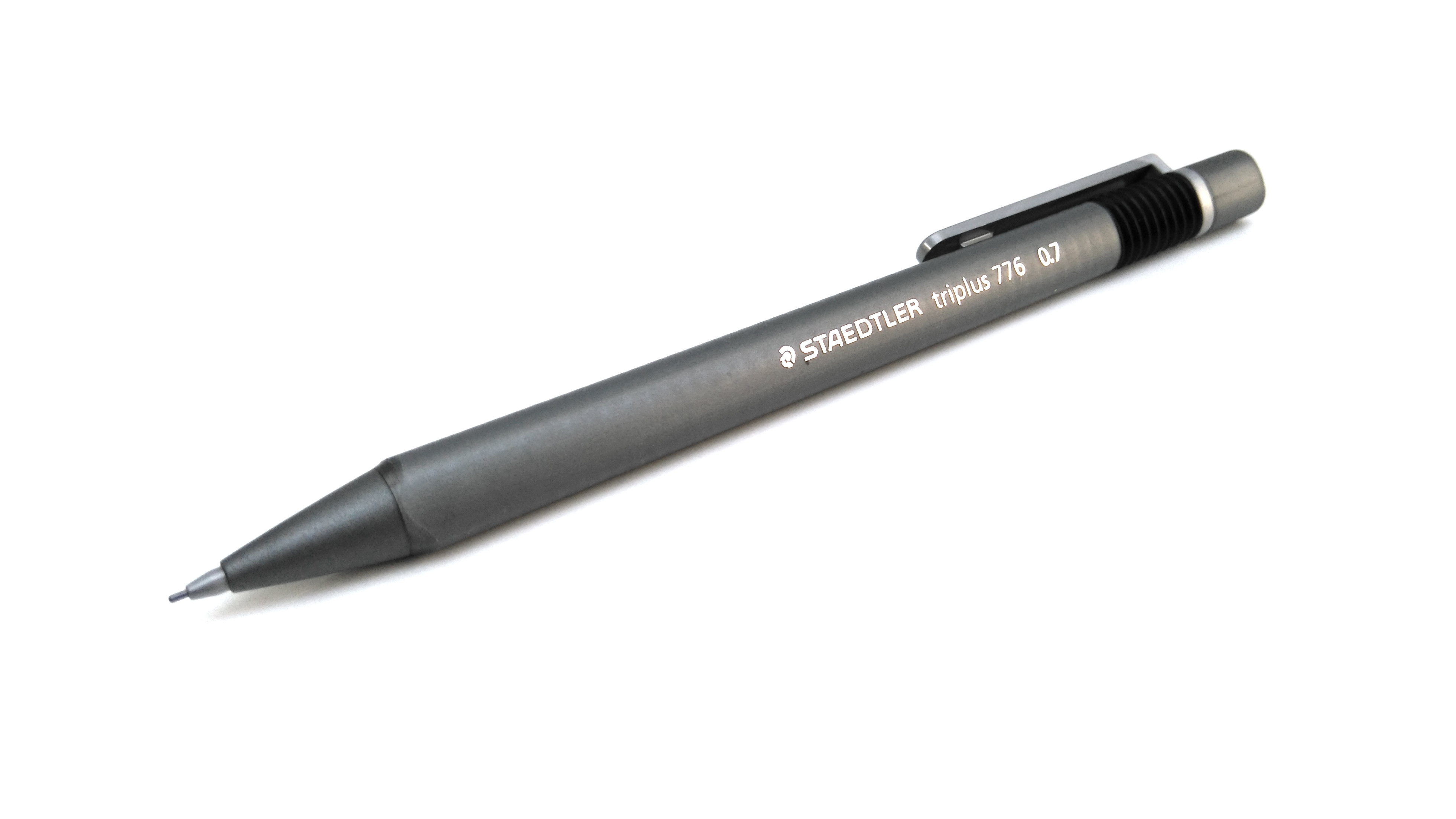
Creion mecanic

Creionul mecanic este un instrument de scris care folosește un dispozitiv mecanic încorporat pentru a împinge sau retrage mina, de obicei grafit, prin capătul inferior. Spre deosebire de creionul tradițional, a cărei mină se consumă pe măsură ce este utilizat, creionul mecanic are avantajul că mina consumată poate fi înlocuită prin reîncărcare.
Spre deosebire de creioanele clasice, creioanele mecanice elimină, de regulă, nevoia ascuțitului constant al acestora și reziduurile rezultate în urma ascuțirii. Un creion mecanic trebuie alimentat doar cu minele compatibile, mai subțiri sau mai groase, în funcție de tipul de creion. Față de creioanele clasice, vârful unui creion mecanic va fi mereu ascuțit, facând acest instrument de scris deosebit de util, atât în trasarea planurilor cât și în luarea de notițe.

## Istoric

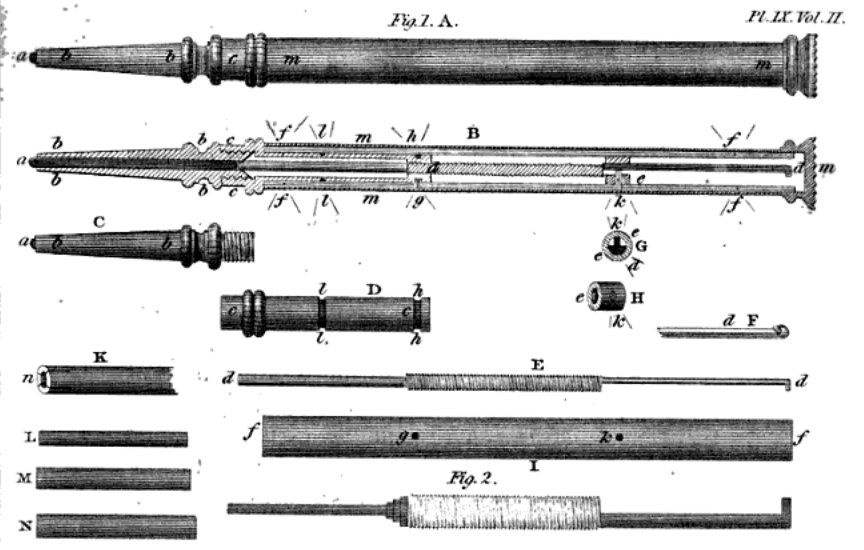
Desen din brevetul acordat lui Sampson Mordan și John Isaac Hawkins

Conrad Gesner a descris un creion în „De Rerum Fossilium Lapidum et Gemmarum Maxime, Figuris et Similitudinibus Liber” din 1565, prefigurând actualul creion mecanic, acesta era un tub metalic despicat și echipat cu un mic inel glisant pentru a ține mina care trebuia să fie ascuțită manual Cel mai vechi exemplu existent de creion mecanic a fost găsit la bordul epavei HMS Pandora, care s-a scufundat în 1791. Primul brevet pentru un creion mecanic a fost acordat lui Sampson Mordan și John Isaac Hawkins în Marea Britanie în 1822. După ce a cumpărat drepturile de brevet ale lui Hawkins, Mordan a încheiat un parteneriat comercial cu Gabriel Riddle între 1823 și 1837, producând creioane mecanice sub numele de „SMGR”. După 1837, Mordan a continuat să producă creioane sub numele de „S. Mordan & Co”. Compania sa a continuat să producă creioane și o gamă largă de obiecte din argint până în al Doilea Război Mondial. Între 1822 și 1874, au fost înregistrate peste 160 de brevete referitoare la o varietate de îmbunătățiri ale creioanelor mecanice. Primul creion mecanic cu arc a fost brevetat în 1877 și un mecanism de alimentare prin răsucire a fost dezvoltat în 1895. Creionul mecanic a fost introdus în Japonia în 1915 de către metalurgistul Tokuji Hayakawa, sub denumirea „Ever-Ready Sharp Pencil” (Creionul ascuțit mereu gata), schimbat ulterior în „Ever-Sharp Pencil” (Creionul mereu ascuțit}). Mai târziu, compania lui Tokuji Hayakawa și-a primit numele de la acel creion: Sharp. În același timp, în S.U.A., Charles Rood Keeran a creat un creion mecanic pe care l-a brevetat în 1915. Acesta a fost comercializat ca creionul „Eversharp” (Mereu ascuțit) de către Wahl Adding Machine Company. În timp ce creionul mecanic al lui Hayakawa era bazat pe un mecanism de alimentare prin răsucire, cel al lui Keeran era bazat pe un mecanism cu clichet. Până în anii 1960, mine pentru creioanele mecanice aveau în esență aceeași formulă ca cea folosită în creioanele clasice, adică în primul rând un amestec de grafit și argilă. La începutul anilor '60, progresele în producția de mine de creion au permis fabricarea minelor mult mai subțiri decât fusese posibil anterior. Compania Pentel din Japonia a fost prima care a introdus tehnologia fabricării minelor subțiri, cu diametrul mai mic de 0,9 mm, pentru creioanele mecanice. 
La sfârșitul anilor '60 și începutul anilor '70 ai secolului al XX-lea, ceilalți producători au adoptat această tehnologie, fabricând mine subțiri, eliminând-se astfel nevoia de ascuțire frecventă. Utilizarea polimerilor în loc de argilă ca agent de legare a crescut rezistența minelor și a permis crearea de mine cu diametre mai subțiri, cum ar fi 0,7 mm, 0,5 mm și 0,3 mm. Până în anii '80, creioanele mecanice cu clichet cu mine subțiri au devenit tipul predominant de creion mecanic Creioanele mecanice și creioanele tradiționale din lemn au fost uneori distribuite ca alternative ecologice, atât unul față de celălalt, cât și față de alte instrumente de scris.

## Tipuri
Creioanele mecanice pot fi împărțite în două tipuri de bază: cele care țin mina și o pot propulsa în mod activ înainte (creioanele mecanice propulsor cu melc și creioanele mecanice propulsor cu clichet) și cele care țin doar mina în poziție (creioanele mecanice portmină).

### Creion mecanic portmină

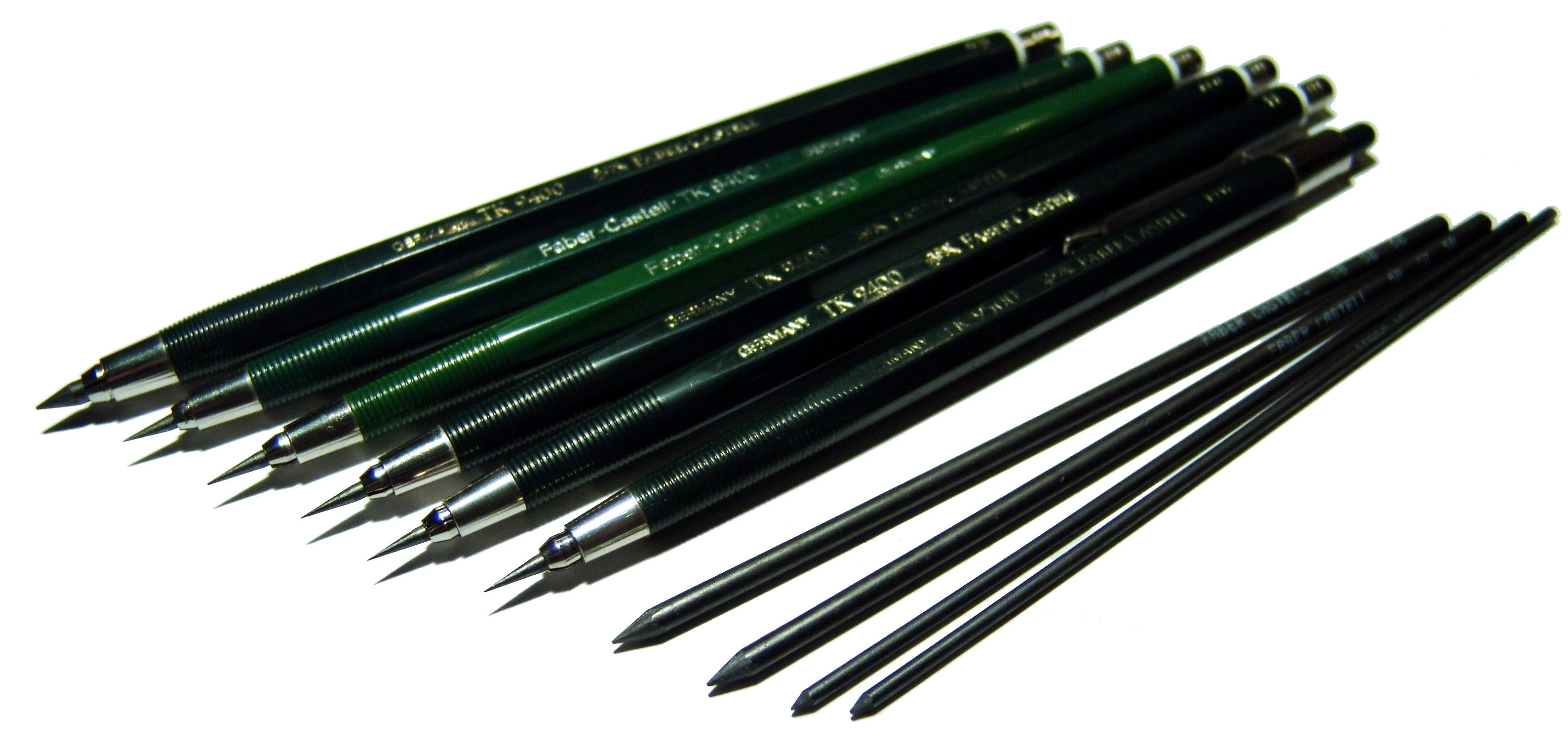
Creioane mecanice portmină

Un creion mecanic portmină este dotat cu un mecanism care deplasează mina prin apăsarea butonului din capătul creionului pentru a deschide fălcile din interiorul vârfului și a permite minei să iasă liber din corpul creionului. Eliberarea butonului, oprește căderea minei și o fixează, mina fiind susținută datorită fricțiunii. Acest tip de creioane mecanice folosesc mine mai groase (2,0–5,6 mm) și, în general, țin doar o bucată de mină la un moment dat. Deoarece mina cade liberă când fălcile sunt deschise, mișcarea acesteia înainte nu poate fi controlată decât prin mijloace externe. Mina poate fi ascuțită cu ajutorul ascuțitorii care se află, eventual, încorporată în capătul creionului sau a unei ascuțitori creată special pentru diametrul minei.

### Creion mecanic propulsor cu melc
Un creion mecanic propulsor cu alimentare prin răsucire este dotat cu un mecanism care deplasează mina prin răsucirea unui melc[Notă 1] care mișcă un glisor în jos în carcasa creionului. Unele dintre ele au un mecanism de siguranță unidirecțional care permite retragerea minei înapoi în creion. La începutul secolului al XX-lea, a fost cel mai utilizat tip de creion mecanic .

### Creion mecanic propulsor cu clichet

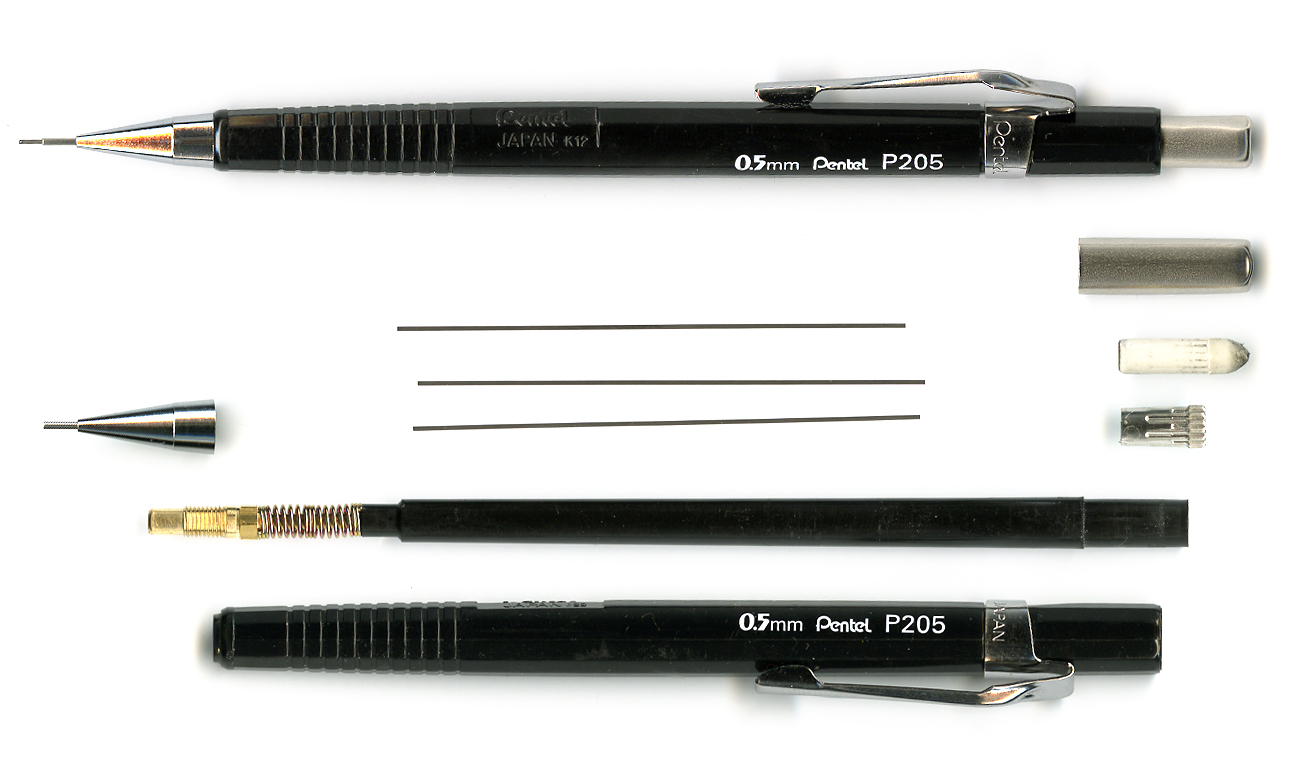
Componentele unui creion mecanic cu clichet

Un creion mecanic propulsor cu clichet[Notă 2] este cel în care mina este menținută pe loc de două sau trei fălci mici în interiorul unui inel în vârful creionului. Fălcile sunt controlate de un buton de la capătul sau de pe lateralul creionului. Când butonul este apăsat, fălcile se deplasează înainte și se separă, permițând minei să avanseze. Când butonul este eliberat și fălcile se retrag, dispozitivul de retenție (o mică componentă de cauciuc în interiorul vârfului creionului) menține mina pe loc, împiedicând mina fie să cadă liber în exteriorul corpului creionului, fie să revină în carcasă până când fălcile restabilesc controlul asupra minei.
Alt model de creion cu clichet folosește un manșon metalic pentru a ghida și a menține mina și astfel nu are nevoie de un dispozitiv de retenție din cauciuc.
Într-un alt model de creion pe bază de clichet, scuturarea creionului înainte și înapoi face ca o greutate din interiorul creionului să acționeze un mecanism din capac. Un buton poate fi prezent în partea superioară sau laterală a creionului, pentru a permite utilizatorului să avanseze manual mina atunci când este necesar.

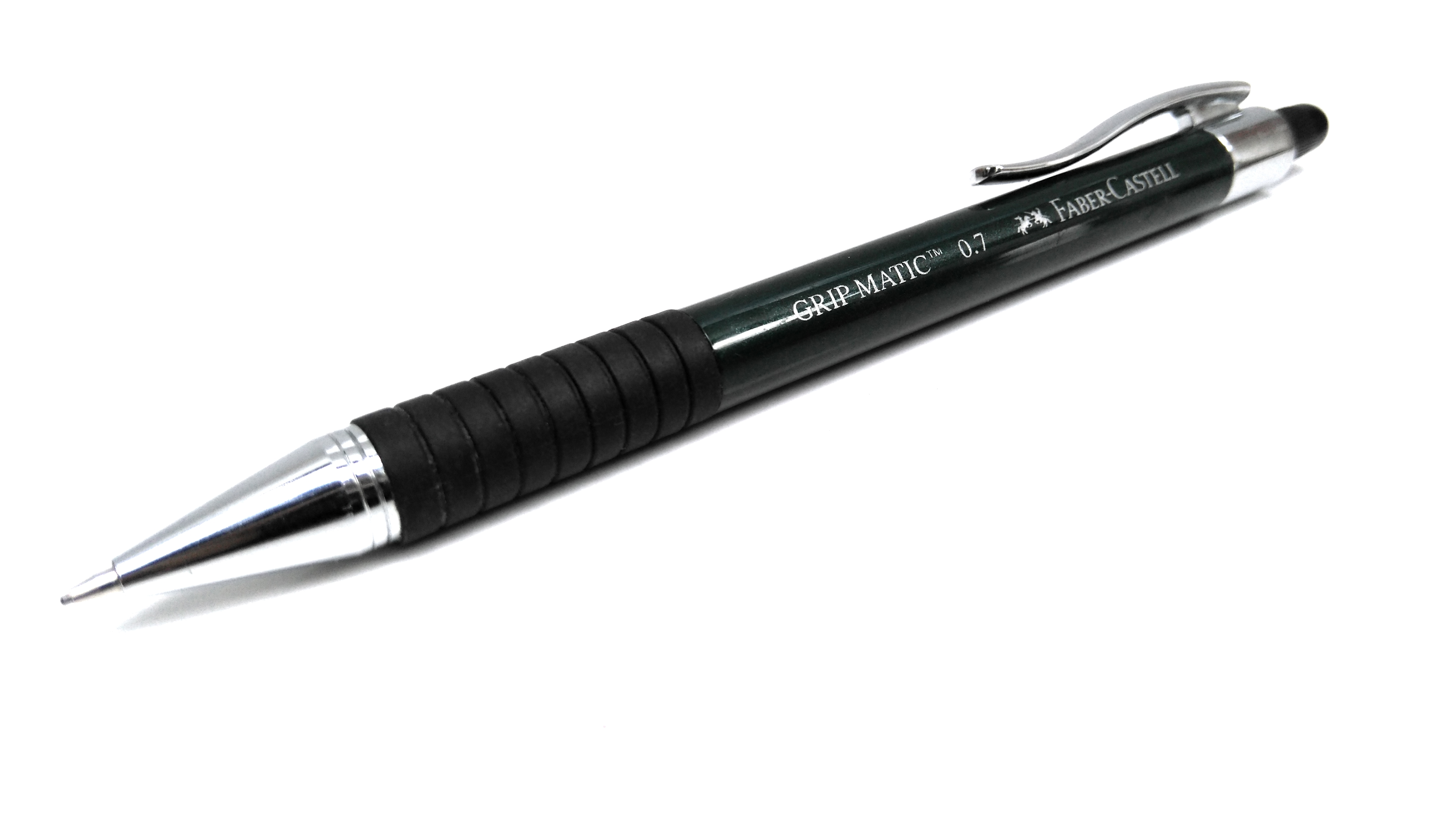
Creion mecanic automat

Un alt model avansează automat mina. Clichetul doar oprește mina să revină în creion, fiind împiedicată să cadă liber datorită frecării. În vârful creionului este un manșon acționat de un arc care, atunci când este apăsat pe măsură ce mina este consumată se extinde din nou și avansează mina, când presiunea exercitată asupra minei este întreruptă.
Alt model de creion cu clichet este cel brevetat pentru prima dată de compania SCHMIDT Technology din Germania și ulterior dezvoltat de compania Mitsubishi Pencil din Japonia, numit Uni Kuru Toga. Acesta are un mecanism automat care rotește mina creionului cu 9 ° în sens invers acelor de ceasornic de fiecare dată când mina este apăsată pe hârtie, pentru a distribui uniform uzura, rezultând grosimea uniformă a liniilor scrise pe hârtie.

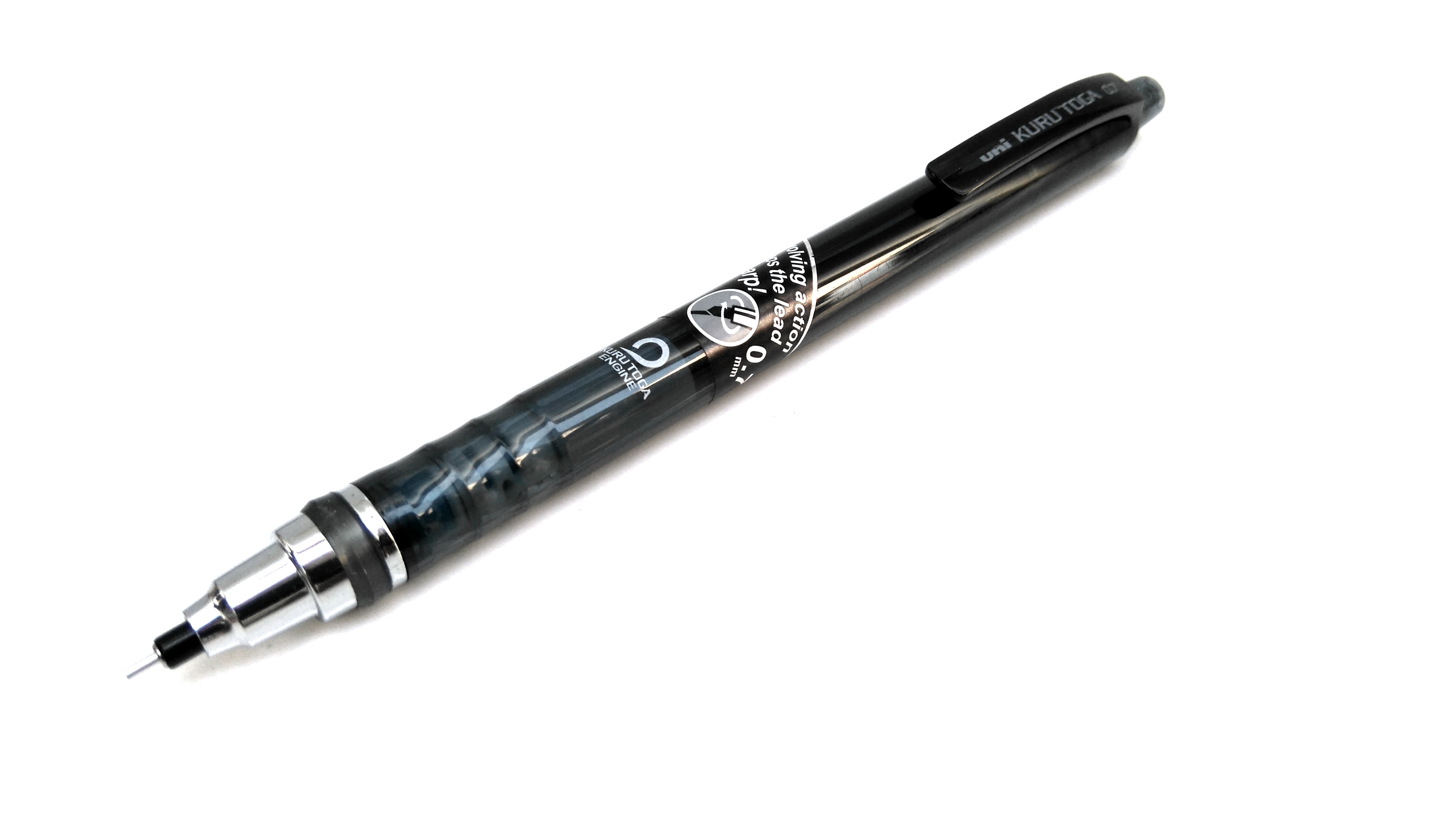
Creioan mecanic Uni Kuru Toga

Majoritatea creioanelor mecanice au o radieră detașabilă, iar cele portmină pot avea o ascuțitoare încorporată în butonul de acționare a mecanismului creionului și acoperă de obicei spațiul interior al creionului folosit pentru depozitarea minelor de rezervă. Unele creioane mecanice cu radieră detașabilă au încorporat, pe radiera respectivă, un ac cu un diametru potrivit cu grosimea minei folosită. Acest ac poate fi utilizat pentru a elibera tubul de la vârful creionului prin care mina avansează de orice fel de resturi. Acest tub de la vârful creionului mecanic este sensibil, mai ales cu în cazul celor care folosesc mine subțiri și poate de fi îndoit cu ușurință. Creioanele mecanice au adesea un mecanism care poate coborî tubul în corpul creionului atunci când acesta nu este utilizat.
De asemenea, există mecanisme de protecție care împiedică, în anumite limite, ruperea minei atunci când se exercită o presiune excesivă în timpul scrierii. Un mecanism folosit de către compania Zebra din Japonia, în sistemul DelGuard, determină tubul de la vârful creionului să se extindă în exterior atunci când se aplică o presiune excesivă la un anumit unghi, iar când se aplică o presiune verticală în exces pe mină, aceasta este retrasă automat spre interiorul creionului.

## Mine

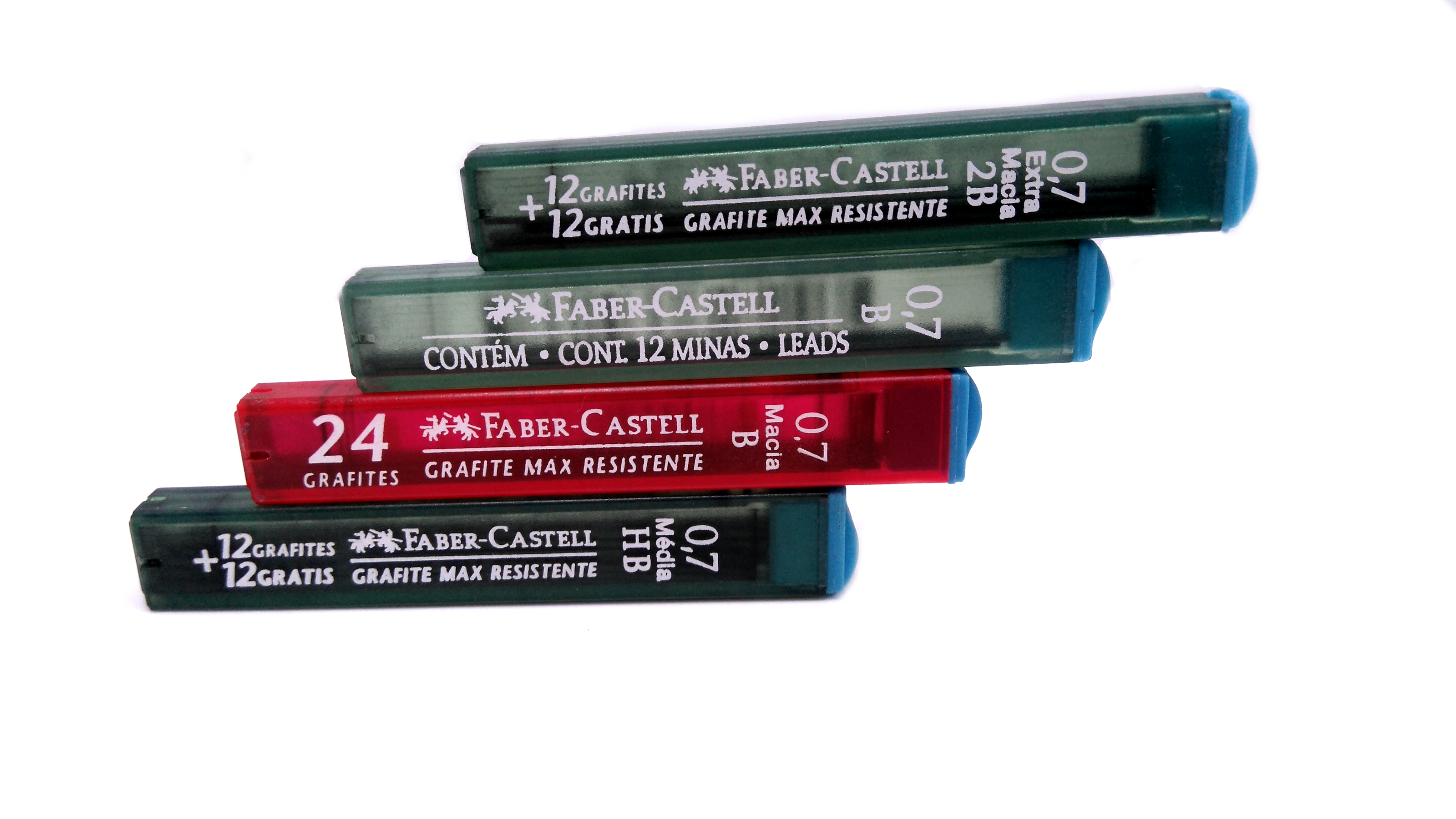
Mine pentru creionul mecanic

Minele creioanelor mecanice sunt realizate dintr-un amestec de grafit și argilă sau din grafit și polimeri. Acestea nu necesită ascuțire. dacă mina este foarte subțire (sub 1 mm). Minele de 1,18 mm ori mai groase sunt, de obicei, dintr-o compoziție tradițională pe bază de argilă, iar cele cu diametrul mai mic de 1,18 mm sunt, de obicei, pe bază de polimeri.
Minele folosite la creioanele mecanice pot avea următoarele diametre:
- 0,2 mm
- 0,3 mm
- 0,35 mm
- 0,4 mm
- 0,5 mm
- 0,6 mm
- 0,7 mm
- 0,9 mm
- 1 mm
- 1,1 mm
- 1,15 mm
- 1,18 mm
- 1,3 mm
- 1,4 mm
- 2 mm
- 2,5 mm
- 3 mm
- 3,15 mm
- 3,2 mm
- 3,8 mm
- 5 mm
- 5,2 mm
- 5,6 mm

Ca și în cazul creioanelor tradiționale, minele creioanelor mecanice sunt disponibile într-o gamă largă de grade de duritate. Deoarece mina din creioanele mecanice este mai subțite decât cea din creioanele obișnuite, ea trebuie să fie rezistentă și să nu fie casantă. Astfel, mina creioanelor mecanice nu este, de obicei, disponibilă în grade de duritate foarte moi sau tari, având duritatea cuprinsă în intervalul de la 4H până la 4B. Excepție fac minele destinate creioanelor mecanice portmină care sunt mai groase (peste 1 mm), având duritatea cuprinsă în intervalul de la 4H până la 8B. Unele creioane mecanice au un indicator pentru gradul de duritate al minei folosite. De asemenea există mine colorate pentru creioane mecanice, dar acestea sunt mai puțin răspândite.
Creioanele mecanice și minele au făcut obiectul standardizării realizată de Organizația Internațională de Standardizare (în engleză "International Organization for Standardization" ISO), prin Comitetul Tehnic 10 (TC 10). Aceste standarde se referă la clasificarea, calitatea și testarea creioanelor mecanice și a minelor lor și cuprind printre altele:
- ISO 20318-1:2019 	Creioane mecanice și mine pentru uz general — Clasificare, dimensiuni, calitate și metode de testare — Partea 1: Creioane mecanice
- ISO 20318-2:2019 	Creioane mecanice și mine pentru uz general — Clasificare, dimensiuni, calitate și metode de testare — Partea 2: Mine negre
- ISO 9177-1:2016 	Creioane mecanice pentru desen tehnic — Partea 1: Clasificare, dimensiuni, randament și testare
- ISO 9177-2:1989 	Creioane mecanice — Partea 2: Mine negre — Clasificare și dimensiuni
- ISO 9177-3:2022 	Creioane mecanice pentru desen tehnic — Partea 3: Mine negre — Rezistența la îndoire a minelor HB

## Producători
| - ACCO Brands Corporation Marca Derwent - ADACONI SRL Marca DACO - Adel Kalemcilik Ticaret ve Sanayi A.S. Mărcile Adel, Faber-Castell și Graf von Faber-Castell - Ballograf - Bic - Bleispitz - Caran d'Ache - Cross - DONG-A - Faber-Castell AG Mărcile Faber-Castell și Graf von Faber-Castell - FACTIS S.A. Marca MILAN - F.I.L.A. Group Marca Lyra - Gutberlet GmbH Marca Kaweco - ICO - Imperial Yard Ltd.Marca Yard O Led - Koh-i-Noor - Kores - Lamy - Maped - Mitsubishi Pencil Company Limited Marca Uni | - Monami - Montblanc - Monteverde - Muji - Newell Brands Mărcile Paper Mate, Parker și Rotring - Noki - Ohto - Pelikan Holding AG Mărcile Herlitz și Pelikan - Pentel - Pilot - SAKURA - Schneider - Schwan-STABILO Group Marca STABILO - Scrikss - Scriva - Shachihata Co. Ltd. Marca Artline - Sheaffer - Staedtler - Standardgraph - Sailor - Ta Shin Precision Marca TWSBI - Tombow - Waterman - WÖRTHER - Zebra |